# One More Night (canción de Phil Collins)
«One More Night» (español: «Una noche más») es el nombre del primer sencillo extraído del tercer álbum de estudio en solitario del cantautor británico Phil Collins, titulado No Jacket Required (1985). Fue también lanzado como una séptima parte de su álbum recopilatorio de 1998, Hits, y como un tercer corte de su álbum recopilatorio de 2004 Love Songs: A Compilation... Old and New. "One More Night" fue el segundo sencillo de Phil Collins en llegar a ser un número uno por los Estados Unidos, junto con «Against All Odds», y fue su cuarto sencillo en entrar al top 10 del Reino Unido, ocupando el cuarto puesto en la lista de sencillos británica. En la Billboard Adult Contemporary, ocupó el primer lugar.

## Lista de sencillos

### Formato 7": Virgin / VS755 (Reino Unido)
1. «One More Night» (Edit) (4:25)
2. «I Like the Way»

### Formato 7": Atlantic / 7-89588 (Estados Unidos)
1. «One More Night» (Edit) (4:25)
2. «The Man with the Horn»

### Formato 12": Virgin / VS755-12 (Reino Unido)
1. «One More Night» (Extended Mix) (6:24)
2. «I Like the Way»

### Formato CD: WEA International / WPCR 2064 (Japón)
1. «One More Night»
2. «I Like the Way»

## Posicionamiento
| Lista (1984)                                           | Máxima posición |
| ------------------------------------------------------ | --------------- |
| Finland (Suomen virallinen lista)                      | 13              |
| Alemania (Media Control Charts)                        | 10              |
| Noruega (Dutch Top 40)                                 | 8               |
| Nueva Zelanda (RIANZ)                                  | 5               |
| Reino Unido (The Official Charts Company)              | 4               |
| Estados Unidos Billboard Hot 100                       | 1               |
| Estados Unidos Billboard Hot Adult Contemporary Tracks | 1               |
| Estados Unidos Billboard Hot Mainstream Rock Tracks    | 4               |

## Personal
- Phil Collins: voces, sintetizador y Caja de ritmos Roland TR 808
- Daryl Stuermer: guitarra eléctrica
- Leland Sklar: bajo
- Don Myrick: saxofón